# بدفورد بورو
بدفورد بورو (به انگلیسی: Borough of Bedford) یک منطقهٔ مسکونی در بریتانیا است که در بدفوردشر واقع شده‌است.